# Palencia Baloncesto
El Palencia Baloncesto, fundado en 1979 como Club Deportivo Maristas, y denominado por motivos de patrocinio Súper Agropal Palencia, es un equipo profesional español de baloncesto con sede en Palencia, Castilla y León, que compite en la Primera FEB, antes conocida como Liga LEB Oro.
En la temporada 2008-09 el equipo se proclamó campeón de la Copa LEB Plata
 y ascendió a la liga LEB Oro.
En la temporada 2015-16 se proclamó campeón de la Liga LEB Oro, no pudiendo hacer uso del derecho de ascenso, debido a las exigencias económicas que suponía el participar en la Liga ACB. En 2022-23 consiguió el segundo puesto en la temporada regular, y logró el ascenso a ACB en el playoff de ascenso celebrado en Burgos.

## Historia

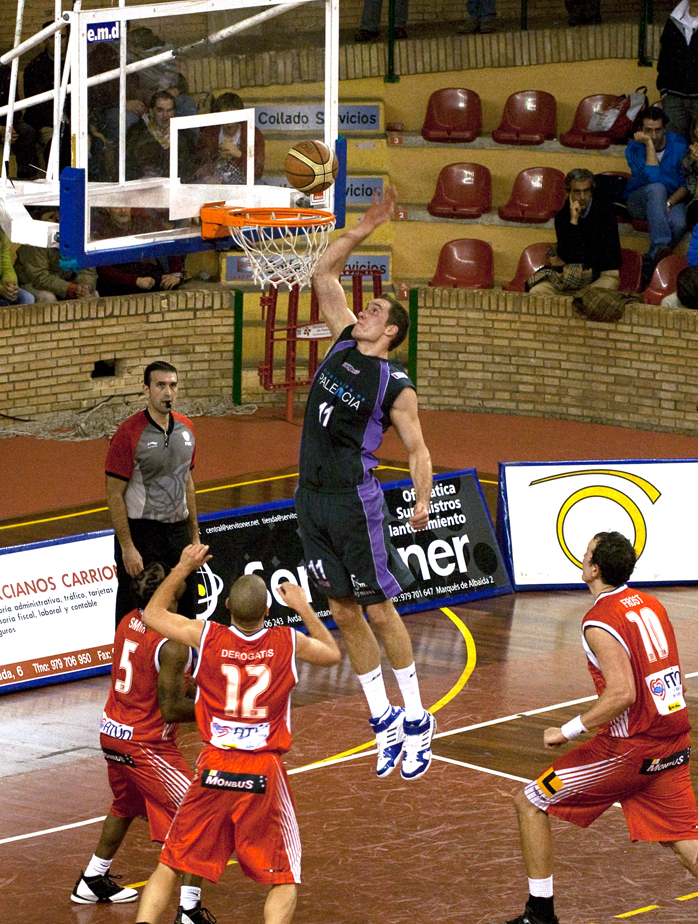
Un instante del encuentro entre el Faymasa Palencia y el Gestibérica Ciudad de Vigo, correspondiente a la temporada 2008/09.

El C.D. Maristas de baloncesto tiene su origen en el Colegio Marista Castilla, ubicado en la capital palentina, y que lleva a cabo un especial fomento del deporte con secciones en disciplinas como fútbol, gimnasia rítmica o kárate, además del baloncesto y otras varias.
Esta sección de baloncesto se fue potenciando en los años 1980 con la colaboración de diversos patrocinadores, lo que llevó al equipo a varios ascensos, culminados la temporada 2008/09 con el ascenso a LEB Oro, segunda máxima categoría del baloncesto español.
En diciembre de 2009, el escolta estadounidense Michael Dickerson se convirtió en el primer jugador con experiencia en la NBA en formar parte de la plantilla del club palentino, fichado a prueba por las numerosas bajas sufridas durante la temporada.
En la temporada 2009/2010, el ala-pívot Nikola Mirotić fue cedido por el Real Madrid de baloncesto y completó una temporada en el Palencia Baloncesto antes de regresar a su equipo de origen para fichar por los Chicago Bulls de la NBA. 
La temporada 2022-2023 fue la más exitosa en la historia del club, que resultó campeón de la Copa Princesa de Asturias y finalizó en segunda posición la temporada regular, logrando el ascenso a la Liga Endesa en el playoff de ascenso disputado en Burgos.

### Trayectoria
Las categorías en que ha militado el club como equipo federado son las siguientes:
| - 1986-1989: 3ª División M. - 1989-1992: 2ª División M. - 2000-2003: 1ª Nacional - 2003-2005: EBA - 2005-2007: LEB 2 |  | - 2007-2009: LEB Plata - 2009-2023: LEB Oro - 2023-2024: Liga ACB - 2024-: Primera FEB |

| Temporada | Nivel | Categoría   | Pos. | Postemporada         | Campeonato de Copa                | RT    | RPO  | Copa | Tot     |
| --------- | ----- | ----------- | ---- | -------------------- | --------------------------------- | ----- | ---- | ---- | ------- |
| 2000–01   | 4     | Liga EBA    | 13   | –                    | –                                 | 10–20 | –    | –    | 10–20   |
| 2001–02   | 4     | Liga EBA    | 10   | –                    | –                                 | 16–18 | –    | –    | 16–18   |
| 2002–03   | 4     | Liga EBA    | 1    | Ronda de 16          | –                                 | 26–4  | 0–2  | –    | 26–6    |
| 2003–04   | 4     | Liga EBA    | 4    | –                    | –                                 | 21–9  | –    | –    | 21–9    |
| 2004–05   | 4     | Liga EBA    | 3    | Semifinalista4º      | –                                 | 25–5  | 2–2  | –    | 27–7    |
| 2005–06   | 3     | LEB 2       | 10   | –                    | –                                 | 13–17 | –    | –    | 13–17   |
| 2006–07   | 3     | LEB 2       | 7    | Cuartofinalista      | –                                 | 18–16 | 0–3  | –    | 18–19   |
| 2007–08   | 3     | LEB Plata   | 13   | –                    | Semifinalista Copa LEB Plata      | 12–22 | –    | 0–1  | 12–23   |
| 2008–09   | 3     | LEB Plata   | 1    | Ascendido            | Campeón Copa LEB Plata            | 20–10 | –    | 1–0  | 21–10   |
| 2009–10   | 2     | LEB Oro     | 13   | –                    | –                                 | 14–20 | –    | –    | 14–20   |
| 2010–11   | 2     | LEB Oro     | 16   | Playoffs descenso    | –                                 | 12–22 | 3–0  | –    | 15–22   |
| 2011–12   | 2     | LEB Oro     | 11   | –                    | –                                 | 18–16 | –    | –    | 18–16   |
| 2012–13   | 2     | LEB Oro     | 4    | Semifinalista3º      | –                                 | 15–11 | 3–5  | –    | 18–16   |
| 2013–14   | 2     | LEB Oro     | 3    | Finalista3º          | Subcampeón Copa del Príncipe      | 20-6  | 6-4  | 0–1  | 26-11   |
| 2014–15   | 2     | LEB Oro     | 8    | Cuartofinalista      | Campeón Copa del Príncipe         | 14-14 | 2-1  | 1-0  | 17-15   |
| 2015–16   | 2     | LEB Oro     | 1    | Ascendido (renunció) | Campeón Copa Princesa de Asturias | 23-7  | –    | 1-0  | 24-7    |
| 2016–17   | 2     | LEB Oro     | 3    | –                    | –                                 | 28-18 | 6-6  | –    | 34 - 24 |
| 2017-18   | 2     | LEB Oro     | 5    | –                    | –                                 | 18-16 | 3-5  | –    | 21 - 21 |
| 2018-19   | 2     | LEB Oro     | 9    | Cuartofinalista      | –                                 | 19-15 | 2-3  | –    | 21 - 18 |
| 2019-20   | 2     | LEB Oro     | 5    | –                    | –                                 | 15-9  | –    | –    | 15-9    |
| 2020-21   | 2     | LEB Oro     | 5    | –                    | –                                 | 8-8   | 4-14 | –    | 12-22   |
| 2021-22   | 2     | LEB Oro     | 5    | Cuartofinalista      | –                                 | 20-14 | 3-1  | –    | 23-15   |
| 2022-23   | 2     | LEB Oro     | 2    | Ascendido            | Campeón Copa Princesa de Asturias | 27-7  | 5-0  | 1-0  | 33-7    |
| 2023-24   | 1     | Liga ACB    | 18   | Descenso             |                                   | 6-28  | –    | –    | 6-28    |
| 2024-25   | 2     | Primera FEB | 6    | Semifinalista        |                                   | 22-12 | 3-2  | –    | 25-14   |

## Denominaciones
- Desde 1979: Maristas Palencia
- Desde 2002: Hormigones Saldaña Palencia
- Desde 2005: Provincia de Palencia
- Desde 2006: Alimentos de Palencia
- Desde 2008: Faymasa Palencia
- Desde 2009: Palencia Baloncesto[2]
- Desde 2013: Quesos Cerrato Palencia
- Desde 2017: Chocolates Trapa Palencia
- Desde 2020: Destino Palencia Baloncesto
- Desde 2021: EasyCharger Palencia, Zunder Palencia
- Desde 2024: Súper Agropal Palencia

## Pabellón

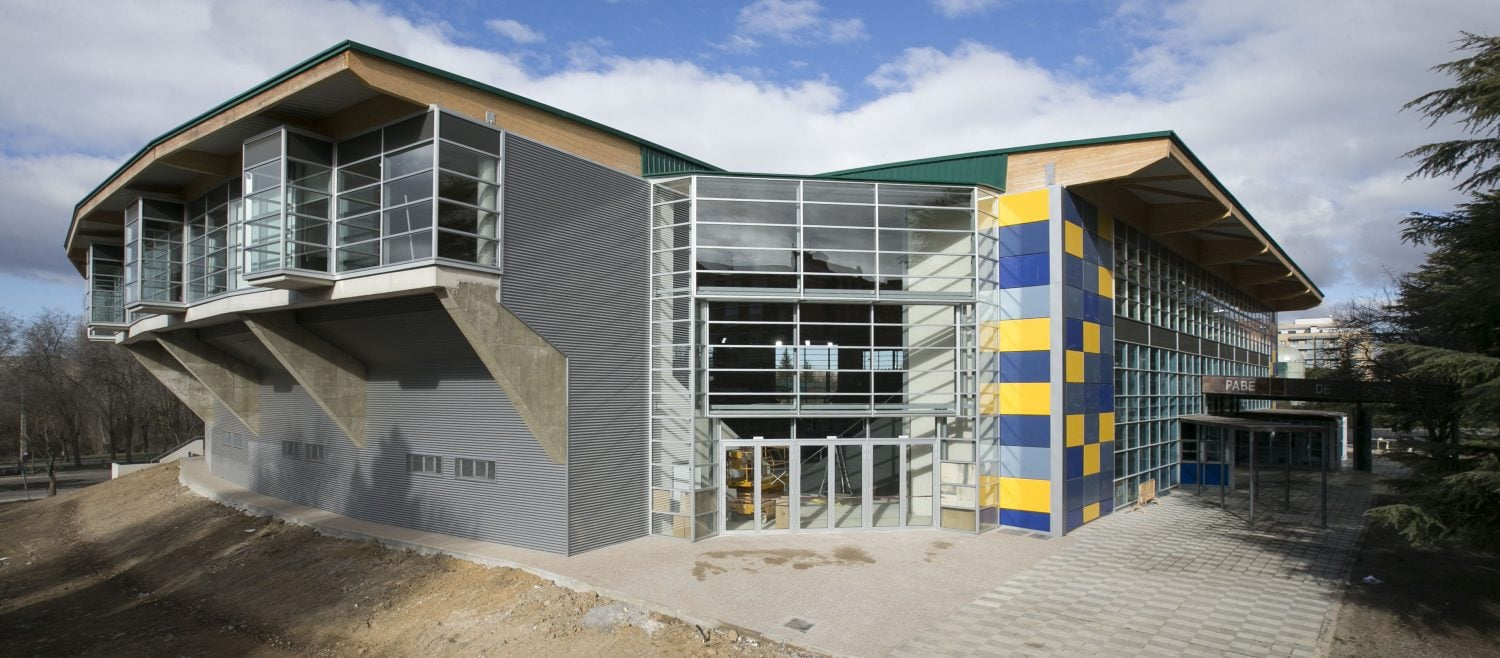
Pabellón Municipal de Palencia

El Palencia Baloncesto juega sus encuentros como local en el Pabellón Municipal de Palencia, que tiene capacidad para 5016 espectadores.
Durante la campaña 2008/09, la asistencia de público al pabellón tuvo una media de 2150 espectadores por partido, lo que lo situó en el puesto 108.º de Europa en este apartado, y 1º en la categoría LEB Plata.
En dicho pabellón se encuentran las oficinas del club.

## Plantilla 2025-26
Fuente: palenciabasket.com

## Palmarés
Temporada 2008/09
- Campeón liga LEB Plata
- Campeón II Copa Adecco LEB Plata

Temporada 2012/13
- Campeón Copa de Castilla y León de baloncesto

Temporada 2013/14
- Subcampeón Copa Príncipe de Asturias de baloncesto

Temporada 2014/15
- Campeón Copa Príncipe de Asturias de baloncesto

Temporada 2015/16
- Campeón Copa Príncipe de Asturias de baloncesto
- Campeón liga LEB Oro (renunció al ascenso a ACB)

Temporada 2022/23
- Campeón Copa Princesa de Asturias de baloncesto y del playoff de ascenso a la Liga Endesa